# Parany fotogràfic
Un parany fotogràfic o càmera trampa és una càmera automàtica que s'utilitza per a capturar fotografies o vídeos d'animals salvatges. S'instal·la en un lloc on s'espera que animals d'interès passin pel camp visual. Quan un sensor de moviment o infraroig detecta la presència d'animals s'activa un mecanisme que pren una foto. Després de cert temps, el propietari hi acudeix per revisar la càmera i recollir els arxius d'imatge. Les càmeres de parany són una eina important en la recerca d'animals rars, tímids o nocturns. En termes generals, aquesta tecnologia no interfereix amb els animals salvatges, però el llum de flaix pot espantar alguns animals. Per aquesta causa, en una mateixa càmera hi ha sensor de llum visible per fotografia diürna i sensor de llum infraroja per fotografia nocturna.

## Incidències
De vegades els mateixos animals poden malmetre la càmera. Si no es camufla perfectament, pot ser robada. Per augmentar l'autonomia de la càmera, la bateria pot carregar-se amb energia fotovoltaica.

## Galeria

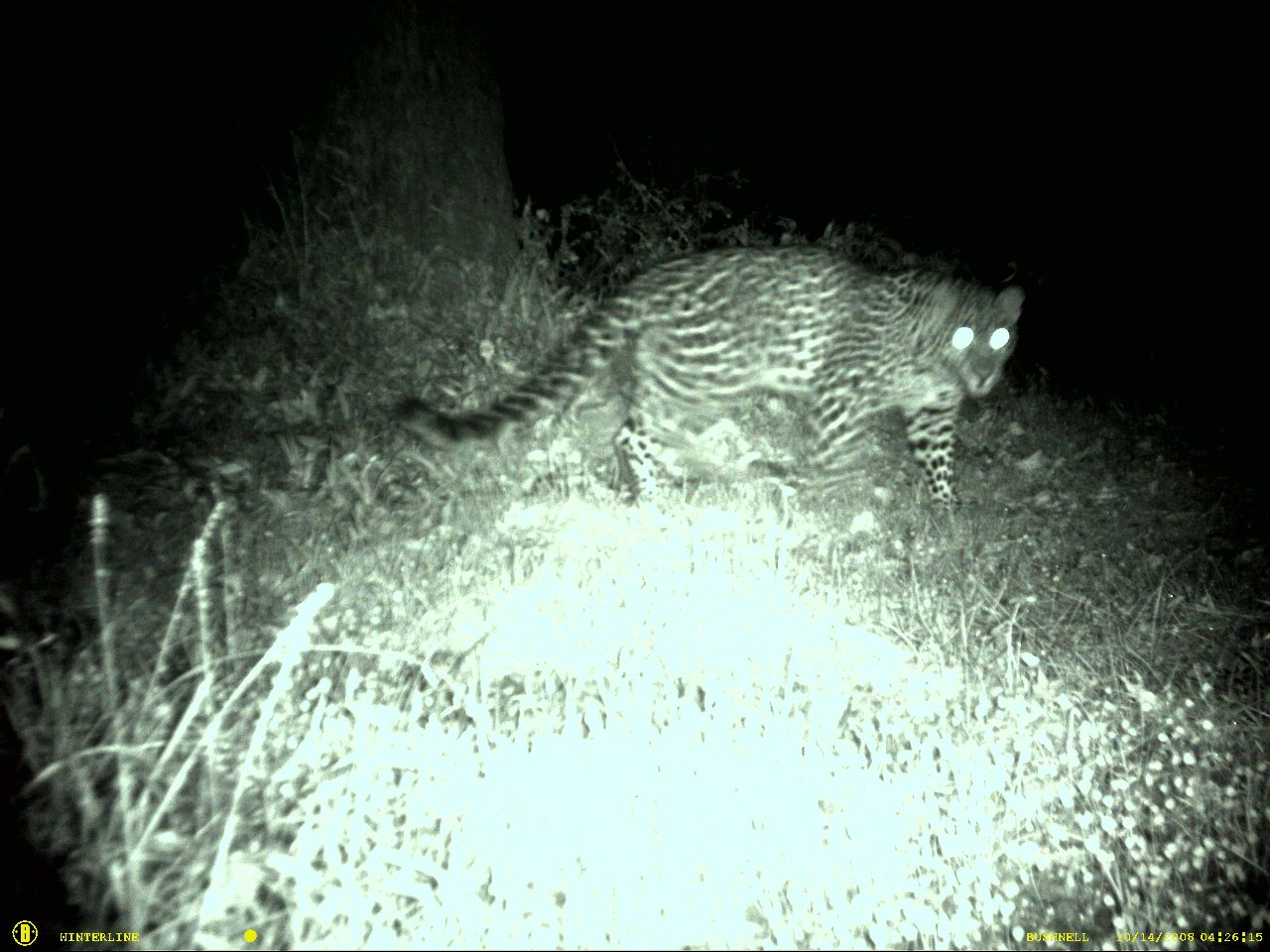
Lleopard a la serralada de Garhwal, Índia.
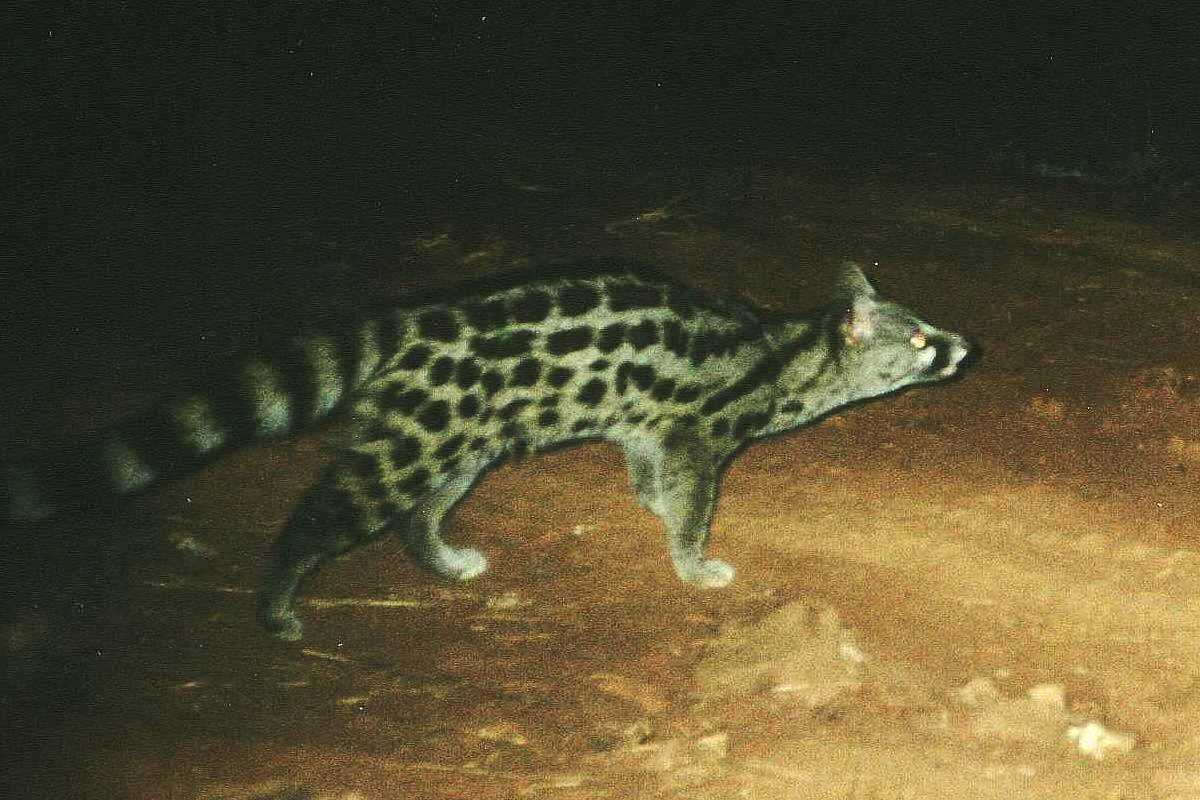
Geneta tigrada en Soutpansberg (Sud-àfrica)
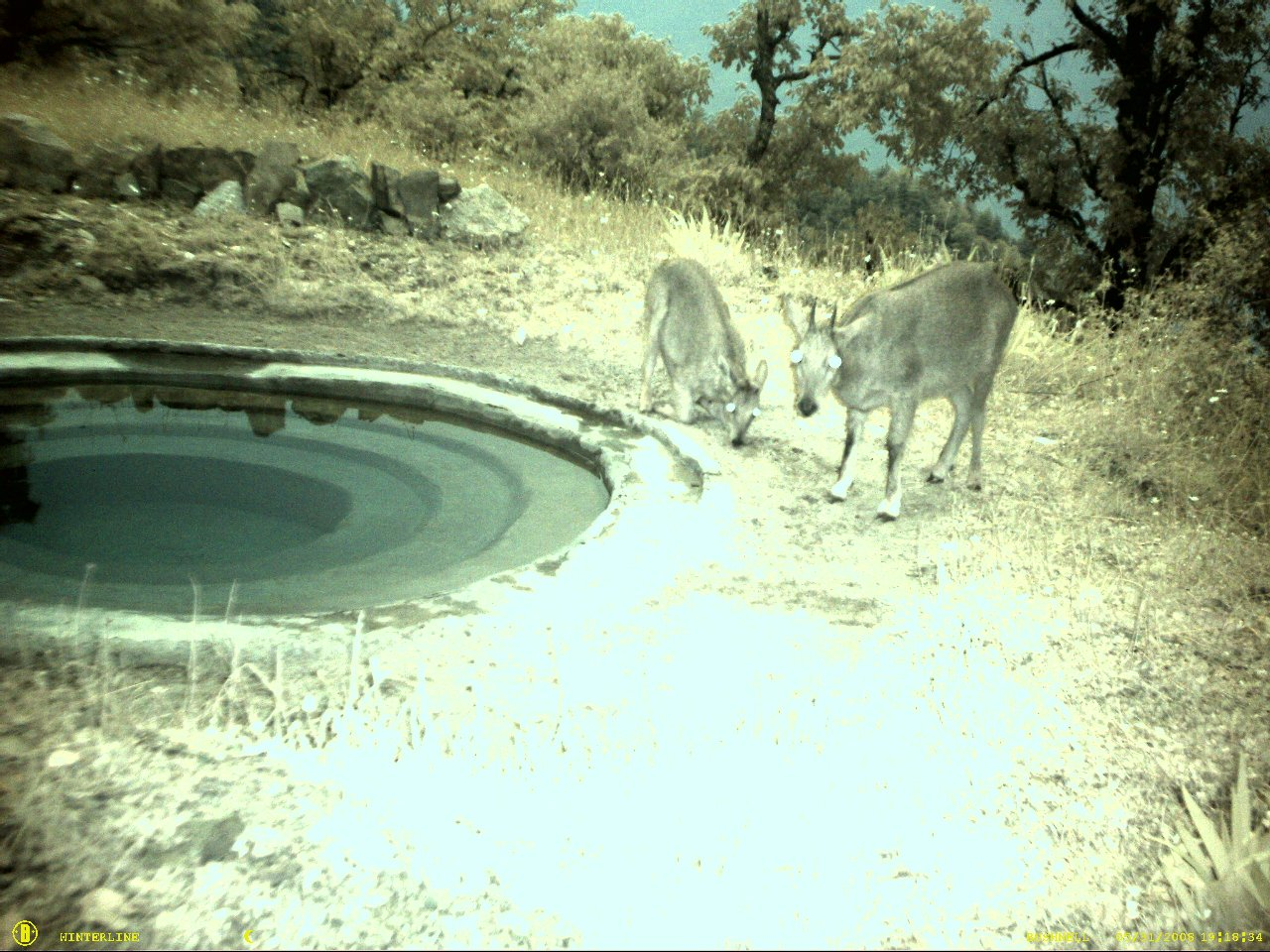
Mare i fill de Gòrals comuns a l'Himàlaia indi
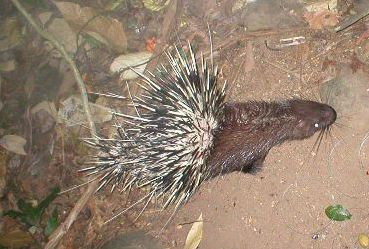
Porc espí cuacurt en l'Himàlaia indi.
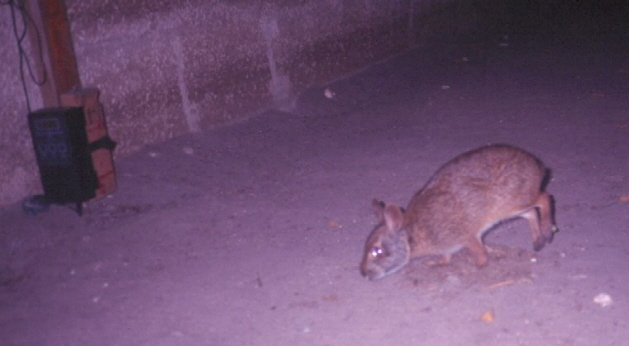
Conill palustre en els Estats Units d'Amèrica
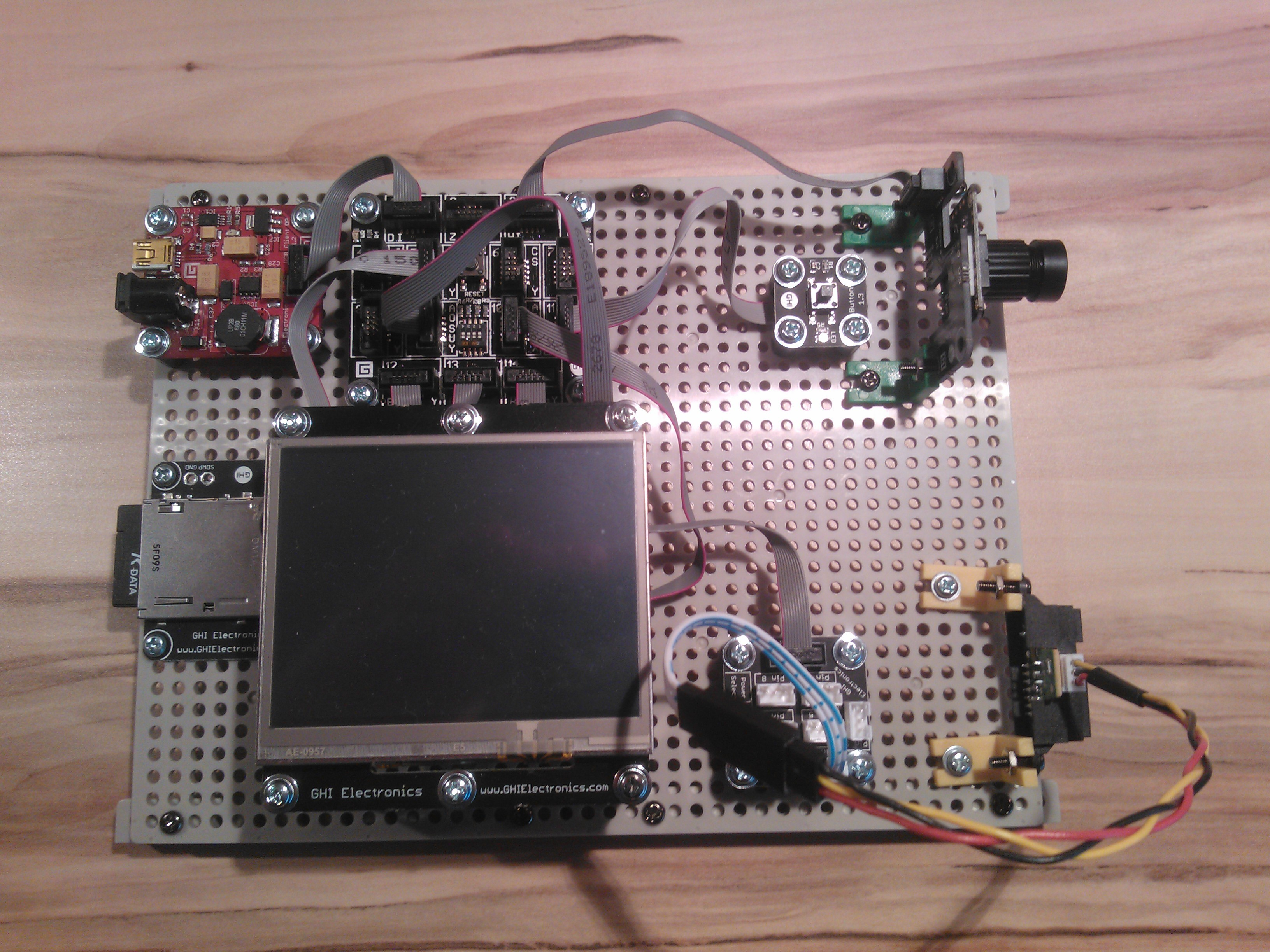
Parany fotogràfic casolà, controlat per un telèmetre infraroig. Fa fotos amb un mòdul de càmera web senzill amb una resolució de 320 x 240 píxels amb enfocament manual.
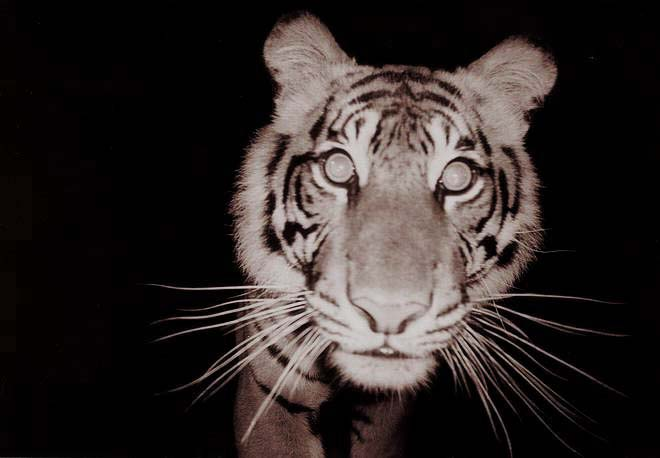
Tigre de Sumatra captat per un parany. Segons l'usuari de Commons, en destruí tres en una setmana.
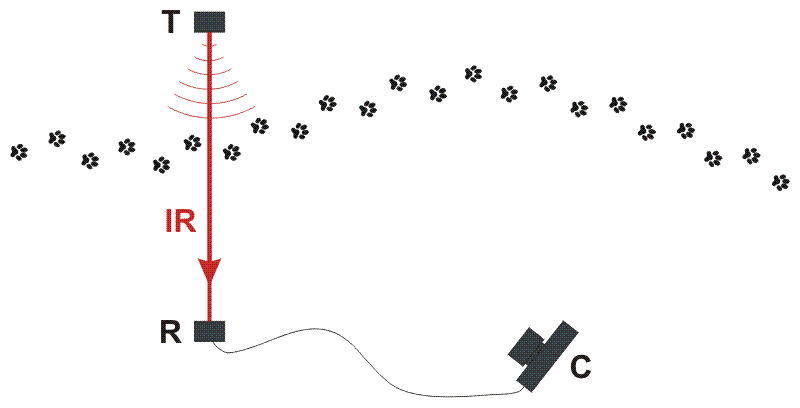
Esquema del paper de l'animal a l'hora d'activar la càmera parany.
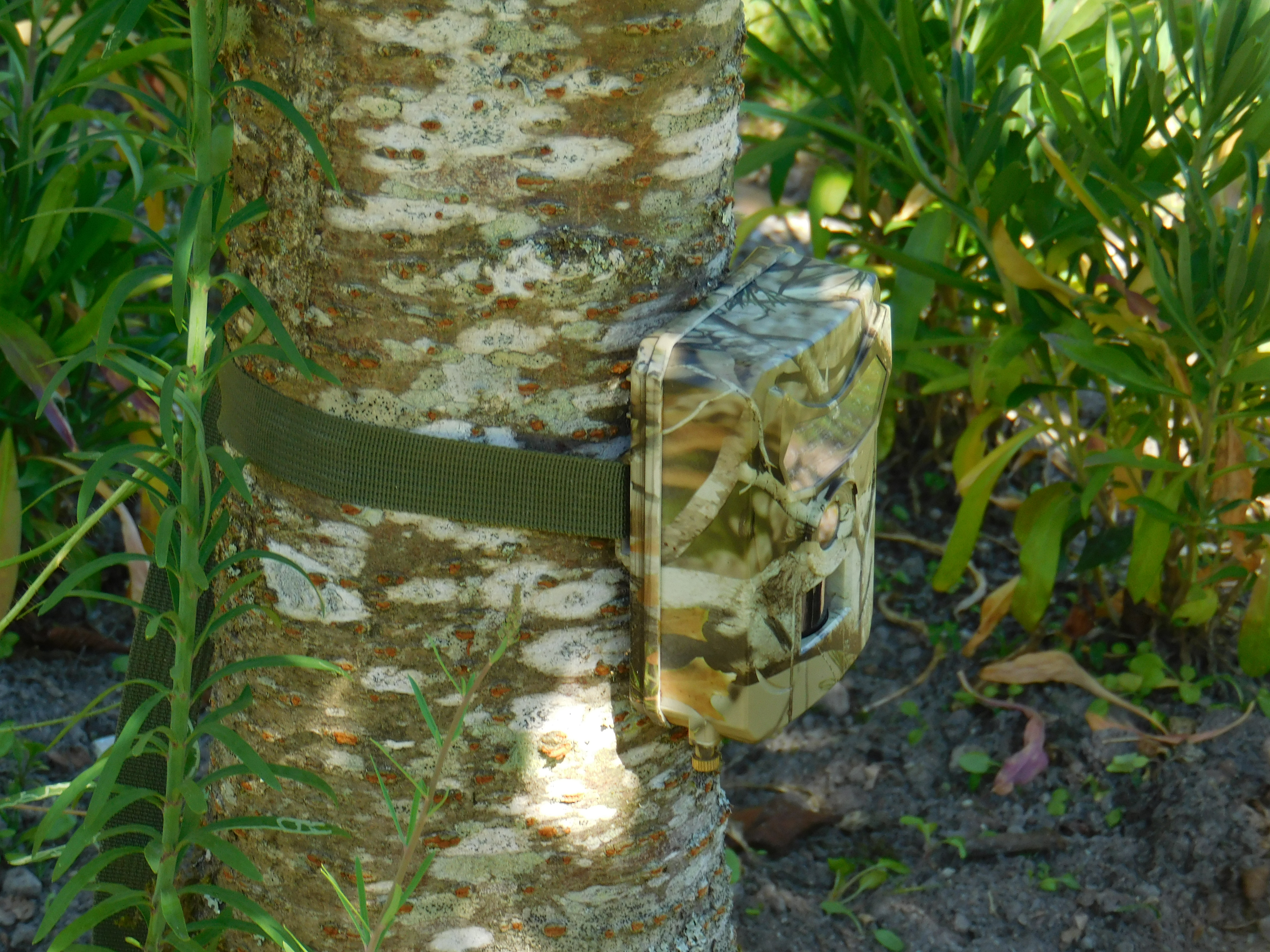
Parany amb carcassa de camuflatge lligat a un troc d'arbre.